# Bauné
Bauné est une ancienne commune française située dans le département de Maine-et-Loire, en région Pays de la Loire, devenue le 1er janvier 2016, une commune déléguée de la commune nouvelle de Loire-Authion.

## Géographie
Commune angevine du Baugeois, Bauné se situe sur les routes D 82, Corné - Lué en Baugeois, et D 74, Mazé, à 18 km au nord-est d'Angers.
Son territoire se situe sur l'unité paysagère du Plateau du Baugeois.

## Histoire
Le fief du prieuré de Briollay comprenait celui de Saint-Marcel (paroisse de Briollay), le fief de la Bouchetière en Étriché, le fief de Bretignolles (paroisse de Bauné), le fief de Noyant (paroisse de Soulaire), et quelques autres bâtiments comme des fermes à Tiercé.
Pendant la Première Guerre mondiale, 24 habitants perdent la vie. Lors de la Seconde Guerre mondiale, 2 habitants sont tués.
En fin d'année 2015, les communes d'Andard, Bauné, La Bohalle, Brain-sur-l'Authion, Corné, La Daguenière et Saint-Mathurin-sur-Loire se regroupent pour former la commune nouvelle de Loire-Authion.

## Politique et administration

### Administration municipale

#### Administration actuelle
Depuis le 1er janvier 2016 Bauné constitue une commune déléguée au sein de la commune nouvelle de Loire-Authion et dispose d'un maire délégué.
| Période                                  | Période       | Identité           | Étiquette | Qualité                                        |
| ---------------------------------------- | ------------- | ------------------ | --------- | ---------------------------------------------- |
| janvier 2016                             | mai 2020      | Roger Tchato       |           | Professeur de sciences économiques et sociales |
| mai 2020                                 | novembre 2020 | Alain Coste        |           | Retraité du cadre BTP                          |
| novembre 2020                            | en cours      | Audrey Revereault, |           | Conductrice de travaux                         |
| Les données manquantes sont à compléter. |               |                    |           |                                                |

#### Administration ancienne
| Période                                  | Période       | Identité        | Étiquette | Qualité                                        |
| ---------------------------------------- | ------------- | --------------- | --------- | ---------------------------------------------- |
| Les données manquantes sont à compléter. |               |                 |           |                                                |
| 1989                                     | mars 2008     | Claude Gerfault |           | Technicien                                     |
| mars 2008                                | décembre 2015 | Roger Tchato    | DVG       | Professeur de sciences économiques et sociales |

### Ancienne situation administrative
La commune est membre jusqu'en 2015 de la communauté de communes de la Vallée-Loire-Authion, elle-même membre du syndicat mixte Pays Loire-Angers. L'intercommunalité est dissoute le 31 décembre 2015.

## Population et société

### Démographie

#### Évolution démographique
L'évolution du nombre d'habitants est connue à travers les recensements de la population effectués dans la commune depuis 1793. À partir du 1er janvier 2009, les populations légales des communes sont publiées annuellement dans le cadre d'un recensement qui repose désormais sur une collecte d'information annuelle, concernant successivement tous les territoires communaux au cours d'une période de cinq ans. 
Pour les communes de moins de 10 000 habitants, une enquête de recensement portant sur toute la population est réalisée tous les cinq ans, les populations légales des années intermédiaires étant quant à elles estimées par interpolation ou extrapolation. Pour la commune, le premier recensement exhaustif entrant dans le cadre du nouveau dispositif a été réalisé en 2006,.
En 2013, la commune comptait 1 689 habitants, en évolution de +9,46 % par rapport à 2008 (Maine-et-Loire : +3,3 %, France hors Mayotte : +2,49 %).
| 1793  | 1800  | 1806  | 1821  | 1831  | 1836  | 1841  | 1846  | 1851  |
| ----- | ----- | ----- | ----- | ----- | ----- | ----- | ----- | ----- |
| 1 254 | 1 196 | 1 317 | 1 180 | 1 197 | 1 209 | 1 109 | 1 081 | 1 047 |

| 1856  | 1861  | 1866  | 1872  | 1876 | 1881 | 1886 | 1891 | 1896 |
| ----- | ----- | ----- | ----- | ---- | ---- | ---- | ---- | ---- |
| 1 090 | 1 038 | 1 014 | 1 002 | 983  | 952  | 983  | 932  | 890  |

| 1901 | 1906 | 1911 | 1921 | 1926 | 1931 | 1936 | 1946 | 1954 |
| ---- | ---- | ---- | ---- | ---- | ---- | ---- | ---- | ---- |
| 884  | 807  | 805  | 689  | 712  | 714  | 722  | 641  | 735  |

| 1962 | 1968 | 1975 | 1982 | 1990  | 1999  | 2006  | 2011  | 2013  |
| ---- | ---- | ---- | ---- | ----- | ----- | ----- | ----- | ----- |
| 615  | 563  | 502  | 901  | 1 142 | 1 290 | 1 419 | 1 623 | 1 689 |

#### Pyramide des âges
La population de la commune est relativement jeune. Le taux de personnes d'un âge supérieur à 60 ans (18,5 %) est en effet inférieur au taux national (22,1 %) et au taux départemental (21,4 %).
Contrairement aux répartitions nationale et départementale, la population masculine de la commune est supérieure à la population féminine (50,6 % contre 48,4 % au niveau national et 48,6 % au niveau départemental).
La répartition de la population de la commune par tranches d'âge est, en 2008, la suivante :
- 50,6 % d’hommes (0 à 14 ans = 26 %, 15 à 29 ans = 15,8 %, 30 à 44 ans = 22,1 %, 45 à 59 ans = 21,9 %, plus de 60 ans = 14,3 %) ;
- 49,4 % de femmes (0 à 14 ans = 24,4 %, 15 à 29 ans = 12,1 %, 30 à 44 ans = 22,7 %, 45 à 59 ans = 20,9 %, plus de 60 ans = 19,9 %).

| Hommes | Classe d’âge | Femmes |
| ------ | ------------ | ------ |
| 0,4    | 90 ans ou +  | 0,7    |
| 6,6    | 75 à 89 ans  | 8,9    |
| 7,3    | 60 à 74 ans  | 10,3   |
| 21,9   | 45 à 59 ans  | 20,9   |
| 22,1   | 30 à 44 ans  | 22,7   |
| 15,8   | 15 à 29 ans  | 12,1   |
| 26,0   | 0 à 14 ans   | 24,4   |

| Hommes | Classe d’âge | Femmes |
| ------ | ------------ | ------ |
| 0,4    | 90 ans ou +  | 1,1    |
| 6,3    | 75 à 89 ans  | 9,5    |
| 12,1   | 60 à 74 ans  | 13,1   |
| 20,0   | 45 à 59 ans  | 19,4   |
| 20,3   | 30 à 44 ans  | 19,3   |
| 20,2   | 15 à 29 ans  | 18,9   |
| 20,7   | 0 à 14 ans   | 18,7   |

### Vie locale
Enseignement : On y trouve une école publique, l'école Louise Michel.
Manifestations et festivités : La foire de la Saint-Gilles s'y déroule depuis plus de 700 ans. Dans les temps anciens, elle était organisée dans les forêts environnantes, rendant alors hommage à saint Gilles, qui était un guérisseur. Depuis 200 ans, la fête est organisée au cœur du village.

## Économie
Sur 69 établissements présents sur la commune à fin 2010, 20 % relevaient du secteur de l'agriculture (pour une moyenne de 17 % sur le département), 6 % du secteur de l'industrie, 22 % du secteur de la construction, 33 % de celui du commerce et des services et 19 % du secteur de l'administration et de la santé.

## Culture locale et patrimoine

### Lieux et monuments
- Le château de Briançon, datant du XVIIe siècle, situé à 3 km du bourg de Bauné, comprenant un parc de 10 ha.
- L'église Saint-Symphorien, du XXe siècle[22].

### Personnalités liées à la commune
- Julien Daillière, né à Bauné en 1812 et mort à Angers en 1887, poète lyrique et auteur dramatique.
- Pierre Chanteloup, né à Bauné en 1890, pionnier de l'aviation acrobatique et auteur du premier looping de l'histoire en 1913
- Pierre Augustin Moncousu, né à Bauné en 1756 et mort au combat en 1801 à bord de l'Indomptable (1789), capitaine de vaisseau dans la Marine française.